# Rejon boryński
Rejon boryński (ukr. Боринський район) – dawna jednostka podziału administracyjnego Ukraińskiej Socjalistycznej Republiki Radzieckiej w Związku Socjalistycznych Republik Radzieckich w latach 1940–1941 i 1944–1959. Należał do obwodu drohobyckiego do 1959 roku, a po jego zniesieniu przez kilka miesięcy do obwodu lwowskiego. Siedziba władz rejonu znajdowała się w Boryni.
Rejon boryński powstał 11 listopada 1940 w związku z przeniesieniem siedziby rejonu wysockiego z Wysocka Wyżnego do Boryni, co spowodowało przekształcenie jednostki.
Rejon boryński przestał istnieć wraz z wybuchem wojny niemiecko-radzieckiej 22 czerwca 1941. Jego tereny weszły w skład Landkreis Drohobycz dystryktu galicyjskiego Generalnego Gubernatorstwa.
Rejon został odtworzony 31 lipca 1944, po zajęciu tych terenów przez Armię Czerwoną.
W marcu 1945, w wyniku wytyczenia granicy między ZSRR a Polską, granicę przeprowadzono na Sanie, przez co żadna część rejonu boryńskiego nie została włączona do Polski, a wcześniejsze przecięcie Beniowej i Sianek granicą wzdłuż górnego Sanu zostało utrwalone na zawsze.
Rejon boryński zniesiono w 1959 roku, włączając jego obszar do rejonu turczańskiego.